# Absatzplanung
Die Absatzplanung (oder strategische Absatzplanung, Vertriebsplanung) ist ein Teil der Unternehmensplanung und befasst sich mit der Prognose der Marktnachfrage und weiteren Marktdaten für ein Produkt oder eine Dienstleistung sowie der Erstellung eines Absatzplans.

## Allgemeines
Eine der wichtigsten Aufgaben der Unternehmensleitung besteht Erich Gutenberg zufolge darin, das Absatzvolumen zu bestimmen, das nach Ablauf einer gewissen Zeit erreicht werden soll. Ursprünglich verstand man unter Absatzplanung lediglich bestimmte Maßnahmen wie Preisänderungen oder Werbung sowie die Schätzung des nötigen Budgets und Verkaufswirkungen. Die Absatzplanung betrifft die betriebliche Funktion des Vertriebs. Hier bildet der Absatzplan einen Teil des Marketingplans. Er ist das Ergebnis der Absatzplanung und dient der Koordinierung von Produktbewegungen innerhalb und außerhalb des Unternehmens. Vorteil der Absatzplanung ist, dass sie zahlreiche verschiedene Kausalfaktoren berücksichtigt, die den Bedarf beeinflussen. Sie hilft zudem, Absatzrisiken zu vermindern oder zu beseitigen. Durch eine marktorientierte Absatzplanung, Absatzprognose und Absatzdisposition können Unternehmen ihre Planungsqualität steigern, Lagerbestände bei optimaler Lieferbereitschaft reduzieren und Kundenbeziehungen festigen. Die Absatzplanung sorgt für eine Harmonisierung der Auftragseingänge mit der Produktionskapazität.

## Inhalt
Wichtige Merkmale der Planung sind in der Betriebswirtschaftslehre Planungsgegenstand, Planungssubjekt, Planungsdaten und Planungshorizont. Planungsgegenstand sind das Absatzvolumen und damit die Umsatzerlöse. Planungssubjekt ist der Entscheidungsträger, der die Absatzplanung zu verantworten hat, Planungsdaten sind insbesondere die künftig erwartete Nachfrage. Der Planungshorizont bestimmt die zeitliche Reichweite der Planung und ist ein wesentliches Gestaltungsmerkmal jeder Planung. Er teilt die Absatzplanung in eine operative (Absatzplanung <2 Jahre; operative Planung) und eine strategische Absatzplanung (>2 Jahre; strategische Absatzplanung). Der Planungshorizont kurzfristiger Absatzplanung reicht 12 Monate in die Zukunft, darüber hinaus beginnt die mittel- und langfristige Absatzplanung. Der Absatzplan orientiert sich am Marktziel und gibt das Absatzvolumen an, um die anvisierten Marktanteile zu erreichen.

## Wirtschaftliche Aspekte
Die Absatzplanung vermindert durch Verringerung der Lagerrisiken die Kapitalbindungskosten. Sie führt zu einer optimaleren Warenverfügbarkeit (Lieferbereitschaft), dadurch lassen sich Auftragsverluste durch Fehlmengen verhindern, was wiederum zur Erhöhung der Kundenzufriedenheit und Kundentreue beiträgt. Durch Absatzplanung können Beschaffung und Produktion näher an die tatsächliche Nachfrage herangeführt werden, sie ermöglicht eine frühere Einbeziehung von Lieferanten oder Produktionsstätten auf die zu erwartenden Bestellungen. Die Absatzplanung ist somit Grundlage für eine jede betriebliche Fertigung. Sie verbessert durch die Abbildung der Planbedarfe nach regionalen Absatzmärkten die Markttransparenz. 